# Diogo Brito
Diogo Emanuel de Sousa Anjo Brito (nacido el 24 de abril de 1997 en Povoa de Varzim) es un jugador de baloncesto profesional portugués que juega en las filas del Obradoiro CAB de Primera FEB. Con 1,98 metros de altura juega en la posición de alero. Es internacional con la Selección de baloncesto de Portugal.

## Trayectoria
Diogo destacaría en las categorías inferiores de Portugal, hasta que se marchó a Estados Unidos para enrolarse en la prestigioso equipo de los Utah State Aggies, en el que jugó durante cuatro temporadas de 2016 a 2020. En su última temporada como universitario promedió en 25 minutos las cifras de 8.5 puntos, 4.5 rebotes y 2.6 asistencias por encuentro, en la que sería su mejor temporada.
El 7 de septiembre de 2020 se compromete con el Club Ourense Baloncesto para disputar la Liga LEB Oro en la temporada 2020-21.Disputó 20 partidos en los que registró un promedio de 3.9 puntos con un 44% en tiros triples. 
El 23 de agosto de 2021 se compromete con el Club Baloncesto Morón de la LEB Plata, para disputar la temporada 2021-22. Fue uno de los jugadores más destacados de la competición, que finalizó con promedios de 15.2 puntos, 4.8 rebotes y 2.6 asistencias. 
El 25 de julio de 2022, firma por el Força Lleida Club Esportiu. Completa la temporada 2022/23 acreditando 6.8 puntos, 2.7 rebotes y 1.5 asistencias, y renueva en 2023/24 con el club ilerdense con el que logra el ascenso a Liga ACB y contribuye al mismo con 7.7 puntos, 2.8 rebotes y 2.2 asistencias por encuentro.
El 25 de julio de 2024, firma por el Club Ourense Baloncesto de la Liga LEB Oro.
El 7 de julio de 2025, firma por el Obradoiro CAB de Primera FEB.

## Internacional
Ha sido internacional en las diferentes categorías de la selección: U16, U18 y U20.